# Petrivka, Borzna
Petrivka (în ucraineană Петрівка) este o comună în raionul Borzna, regiunea Cernihiv, Ucraina, formată numai din satul de reședință.

## Demografie
Componența lingvistică a comunei Petrivka
     Ucraineană (98,4%)
     Rusă (1,2%)
     Alte limbi (0,4%)
Conform recensământului din 2001, majoritatea populației comunei Petrivka era vorbitoare de ucraineană (98,4%), existând în minoritate și vorbitori de rusă (1,2%).